# 金沢バイパス
金沢バイパス（かなざわバイパス）は、石川県金沢市今町から同県白山市福留町に至る国道8号のバイパス道路である。
福留町 - 乾東交差点は国道305号、乾東交差点 - 三日市交差点は国道157号・国道305号とそれぞれ重複する。また、金沢市千木町（金沢東IC） - 同市松島町（金沢西IC）間は、上下線の間に高架の北陸自動車道を挟んで並行している。全線4車線化されているが、一部の区間において片側3車線化されている（後述）。

## 概要
- 起点：石川県金沢市今町[2]
- 終点：石川県白山市福留町[2]
- 延長：24.23km[2]
- 車線数：4車線（一部5車線または6車線）
- 道路規格：第3種第1級[2]
- 設計速度：80km/h[2]
- 管理者：国土交通省北陸地方整備局金沢河川国道事務所

## 歴史
- 1966年（昭和41年）
  - 3月10日 - 事業化に伴いルート公表[1]。
  - 3月18日 - 建設開始[3]。
- 1967年度（昭和42年度） - 建設着工。
- 1968年（昭和43年）10月25日 - 野々市町（現在の野々市市）三日市町 - 松任市（現在の白山市）宮丸町間が供用開始（暫定2車線）[4]。
- 1969年（昭和44年）10月14日 - 松任市内の開通区間が国道8号に指定[4]。これに伴い、従前の松任市内の国道8号は石川県道291号三日市松任線に指定変更[4]。
- 1972年（昭和47年）12月22日 - 金沢バイパスが全線開通（暫定2車線）[5]。これに伴い、従前の国道8号は金沢市の武蔵交差点を境に国道157号・国道159号に指定変更[5]。
- 1978年（昭和53年）12月25日 - 全線での4車線化事業完成[6]。
- 1990年（平成2年） - 松島北交差点（下り）立体化完成。
- 1994年（平成6年） - 田中交差点（下り）立体化完成。
- 1995年（平成7年） - 松島北交差点（上り）立体化完成。
- 1996年（平成8年） - 田中交差点（上り）立体化完成。
- 2002年（平成14年）8月30日 - 西念交差点（上り）立体化完成。
- 2003年（平成15年）3月17日 - 金沢市森戸 - 野々市町御経塚間の上り区間、1.9kmが片側3車線化完成。
- 2004年（平成16年）3月19日 - 金沢市諸江町 - 金沢市南新保町間の上り区間、1.3kmが片側3車線化完成。
- 2005年（平成17年）
  - 3月17日 - 西念交差点（下り）立体化完成。
  - 3月26日 - 金沢市諸江町 - 金沢市南新保町間の下り区間、1.3kmが片側3車線化完成。

## 通過市町村
- 石川県
  - 金沢市 - 野々市市 - 白山市

## 主な交差点
- 上側が起点側、下側が終点側。左側が上り側、右側が下り側。
- 交差する道路は、県道以上の道路および立体交差をするもしくは立体交差をする計画の道路。特記がないものは市町道。

| 交差する道路など                                 | 交差する道路など                    | 交差する場所 | 交差する場所          | 交差する場所                | 備考                                                                  |
| ------------------------------------------------ | ----------------------------------- | ------------ | --------------------- | --------------------------- | --------------------------------------------------------------------- |
| 石川県道215号森本津幡線 津幡方面                 |                                     |              |                       |                             |                                                                       |
|                                                  | 石川県道215号森本津幡線（森本方面） | 金沢市       | 今町跨線橋            |                             | 金沢バイパス⇔県道215号森本方面は通行不可                              |
| 国道8号・国道159号・国道249号 <津幡バイパス>     |                                     | 金沢市       | 今町JCT               |                             | 金沢東部環状道路とは接続なし 津幡バイパス⇔今町跨線橋方面は通行不可    |
| 石川県道205号八田南森本線                        | 石川県道205号八田南森本線           | 金沢市       | 森下川橋              | 南森本                      | 金沢市街方面のみ接続                                                  |
| 石川県道201号蚊爪森本停車場線                    | 石川県道201号蚊爪森本停車場線       | 金沢市       |                       | 福久                        |                                                                       |
| E8 北陸自動車道                                  | E8 北陸自動車道                     | 金沢市       | 金沢東IC              |                             |                                                                       |
| 石川県道200号向粟崎安江町線                      | 石川県道200号向粟崎安江町線         | 金沢市       | 田中高架橋            | 田中                        |                                                                       |
| 石川県道299号近岡諸江線                          | 石川県道299号近岡諸江線             | 金沢市       |                       | 南新保                      |                                                                       |
| 石川県道60号金沢田鶴浜線                         | 石川県道60号金沢田鶴浜線            | 金沢市       | 西念高架橋            | 西念                        |                                                                       |
| 石川県道17号金沢港線                             | 石川県道17号金沢港線                | 金沢市       | 金石跨道橋            | 藤江                        |                                                                       |
| 観音堂町方面                                     | 石川県道196号上安原昭和町線         | 金沢市       |                       | 示野中町                    |                                                                       |
| 石川県道196号上安原昭和町線                      |                                     | 金沢市       | 示野                  |                             |                                                                       |
| E8 北陸自動車道                                  | E8 北陸自動車道                     | 金沢市       | 金沢西IC （富山方面） |                             | 金沢BP西行→北陸道入口、北陸道出口→金沢BP東行は 次の松島北交差点で転回 |
| 石川県道25号金沢美川小松線                       | 石川県道25号金沢美川小松線          | 金沢市       | 松島高架橋            | 松島北                      |                                                                       |
| 石川県道196号上安原昭和町線                      | 石川県道196号上安原昭和町線         | 金沢市       | 松島高架橋            | 松島町                      |                                                                       |
| E8 北陸自動車道                                  | E8 北陸自動車道                     | 金沢市       | 金沢西IC （福井方面） |                             |                                                                       |
| 石川県道195号倉部金沢線                          | 石川県道195号倉部金沢線             | 野々市市     |                       | 御経塚北                    |                                                                       |
| 石川県道291号三日市松任線                        | 国道157号・国道305号                | 野々市市     | 三日市高架橋          | 三日市                      | 乾東まで国道157号が重複 能美市大長野西交差点まで国道305号が重複       |
| 石川県道8号松任宇ノ気線 <海側幹線>               | 国道157号 <山側幹線>                | 白山市       |                       | 乾東                        | ここまで国道157号が重複 徳丸南まで県道8号が重複                       |
| 石川県道190号矢作松任線                          | 石川県道190号矢作松任線             | 白山市       | 乾町                  |                             |                                                                       |
| 松任駅方面                                       | 石川県道8号松任宇ノ気線             | 白山市       | 徳丸南                | ここまで県道8号が重複       |                                                                       |
| 石川県道174号安吉松任線                          | 石川県道174号安吉松任線             | 白山市       | 倉光                  |                             |                                                                       |
| 石川県道291号三日市松任線                        |                                     | 白山市       | 宮丸                  |                             |                                                                       |
| 金城大学方面                                     | 石川県道184号松本木津線             | 白山市       | 宮丸町南              | 荒屋柏野まで県道184号が重複 |                                                                       |
| 石川県道184号松本木津線                          |                                     | 白山市       | 荒屋柏野              | ここまで県道184号が重複     |                                                                       |
|                                                  | 石川県道157号松任寺井線             | 白山市       | 福留西                |                             |                                                                       |
| 金沢西バイパス 国道8号・国道305号 小松・福井方面 |                                     |              |                       |                             |                                                                       |

## 車線数
全線4車線となっているが、以下の区間は片側3車線となっている（2022年時点）。なお、白山市の宮丸交差点 - 乾東交差点間は国土交通省が「松任拡幅事業」として6車線化事業を進めている。
上り（小松方面）
- 諸江交差点 - 西念交差点（立体交差）間
- 藤江交差点（立体交差） - 示野交差点間
- 乾東交差点 - 総合運動公園口交差点間

下り（津幡方面）
- 御経塚交差点 - 森戸交差点間
- 示野交差点 - 藤江交差点（立体交差）間
- 西念交差点（立体交差） - 諸江交差点間

## 接続するバイパスの位置関係
（福井方面） - 金沢西バイパス - 金沢バイパス - 津幡バイパス - 津幡北バイパス - （富山方面）